# Jaume Salom i Vidal
Jaume Salom i Vidal (Barcelona, 25 de desembre de 1925- Sitges, 25 de gener de 2013), va ser un dramaturg català que va escriure i estrenar pràcticament tota la seva obra en castellà. Va cursar estudis de medicina a Barcelona i va optar en la seva llicenciatura per l'especialitat d'oftalmologia el 1949.
La seva trajectòria literària es remunta a la dècada de 1940, amb peces com Un bebé para papá (1948), en el qual s'entrelluca cert interès social per qüestions com el control de natalitat. L'inici del seu èxit comercial a les sales espanyoles s'inicia en 1955 amb l'obra El mensaje. En aquesta etapa comença a configurar un estil propi definit sobre la base dels principis de moral burgesa imperants en l'època, però sempre tractats des de la comèdia lleugera.
Des de 1963 la seva literatura desprèn una major maduresa, amb obres com La casa de las chivas, exemple de realisme social, i que culmina amb una ruptura amb els esquemes socials del moment, que troba el seu millor exponent en Viaje en un trapecio i Los delfines.
Iniciada la Transició espanyola la seva obra desprèn ja d'una manera més explícita una crítica als poders establerts, recreant a vegades fets i figures històriques com en El corto vuelo del gallo, sobre els últims anys de vida del pare de Francisco Franco. L'any 2011 va elaborar el llibret de l'òpera de Xavier Benguerel Jo, Dali, on alterna text en castellà (la major part), català, anglès i frases en francès.

## Obra dramàtica
- 1954. El mensaje. Estrenada al teatre Alexis de Barcelona, el 13 de novembre de 1959.
- 1960. Verde esmeralda.
- 1960. El triángulo blanco. Estrenada al Teatre Guimerà.
- 1961. La gran aventura. Estrenada al teatre Candilejas de Barcelona, per la companyia Maragall.
- 1961. Culpables.
- 1964. El baúl de los disfraces. Estrenada al teatre Windsor de Barcelona. L'any 1965 es reposà al teatre Poliorama
- 1964. Juegos de invierno.
- 1965. Espejo para dos mujeres. Estrenada al teatre Windsor de Barcelona, el 20 d'octubre 1965.
- 1965. Parchís Party.
- 1967. Cita los sábados.
- 1968. La casa de la chivas. Estrenada al teatre Moratín de Barcelona. L'any 1972 es reposà al teatre Romea
- 1969. Los delfines. Estrenada al teatre Calderón de la Barca de Barcelona.
- 1971. La playa vacía. Estrenada al teatre Moratín, el 17 de febrer de 1971.
- 1973. Tiempo de espadas. Estrenada al teatre Moratín de Barcelona.
- 1976. La piel del limón. Estrenada al Teatre Marquina, de Madrid, el 10 de setembre de 1976.
- La trama.
- 1980. El corto vuelo del gallo. Estrenada al Teatre Espronceda de Madrid.
- 1990. El señor de las patrañas.
- 1994. Mariposas negras. Estrenada al teatre Condal el mes de març de 1994.
- 1997. El otro William.
- 2001. Las señoritas de Avignon.

## Premis
- Premi Isaac Fraga de Teatro (1964), per Juegos de invierno
- Premi Fastenrath (1964), per El baúl de los disfraces
- Premi Nacional de Teatro (1968), per La casa de las chivas
- Premi Nacional de Literatura Calderón de la Barca (1969), per Los delfines